# Habitación

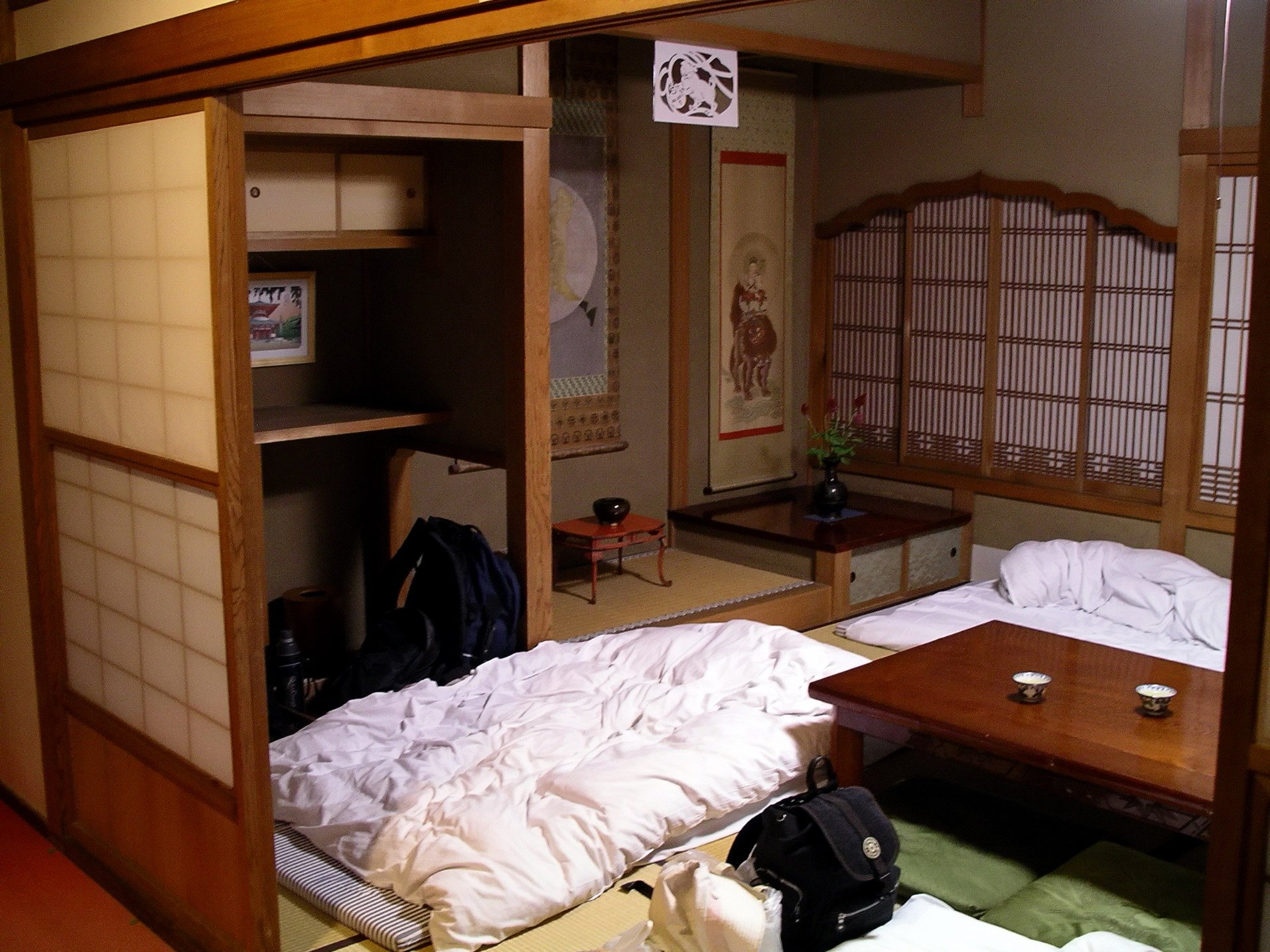
Habitación en un albergue juvenil japonés.

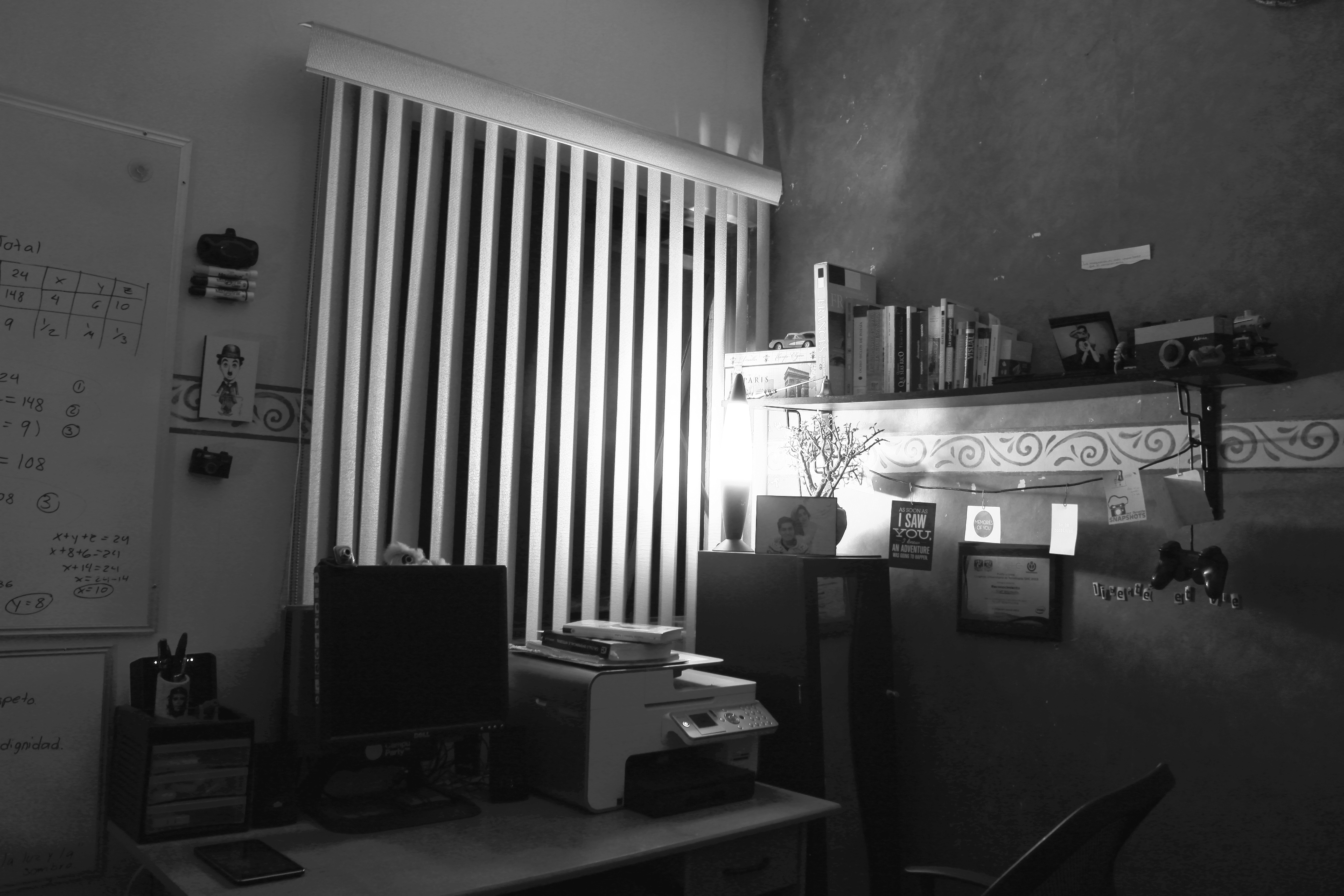
Habitación con luz tenue.

Habitación (del latín habitatǐo, -ōnis, de "habitare", "habitar"), aposento, cuarto o pieza, es un concepto arquitectónico que designa a cada uno de los espacios de una vivienda separados por  tabiques y destinados a diferentes funciones. Según la función predominante pueden denominarse dormitorio (o alcoba), comedor, cuarto de estar (o sala -y salón, y saleta-, o cámara -y antecámara, y camerino, y camarín-), gabinete, estudio, despacho, etc. Otras dependencias de la vivienda pueden recibir o no tal denominación genérica, como las cocinas, los aseos (o baños o retretes), los pasillos (o crujías, o galerías), los recibidores (o zaguanes, o vestíbulos, o hall o lobby), los patios (o pórticos, o atrios), las terrazas (o balcones, o cenadores), las buhardillas (o desvanes), los sótanos (o bodegas, o cavas); y otros espacios diferenciados que pueden o no situarse en el mismo conjunto con los destinados a habitarse por personas: los almacenes (o trojes, o trasteros, o carboneras), las cocheras (o garajes), los destinadas a animales domésticos (caballerizas, perreras, pocilgas, gallineros, palomares), etc.
Las habitaciones suelen estar cubiertas por techos y separadas de otros espacios interiores mediante paredes interiores (normalmente tabiques) con puerta que permite al acceso entre ellos; y del exterior, mediante paredes exteriores (normalmente muros) con ventanas.
Según el Diccionario de la Real Academia de la Lengua, "cuarto" puede designar específicamente al dormitorio además de genéricamente a cualquier habitación.

## Historia

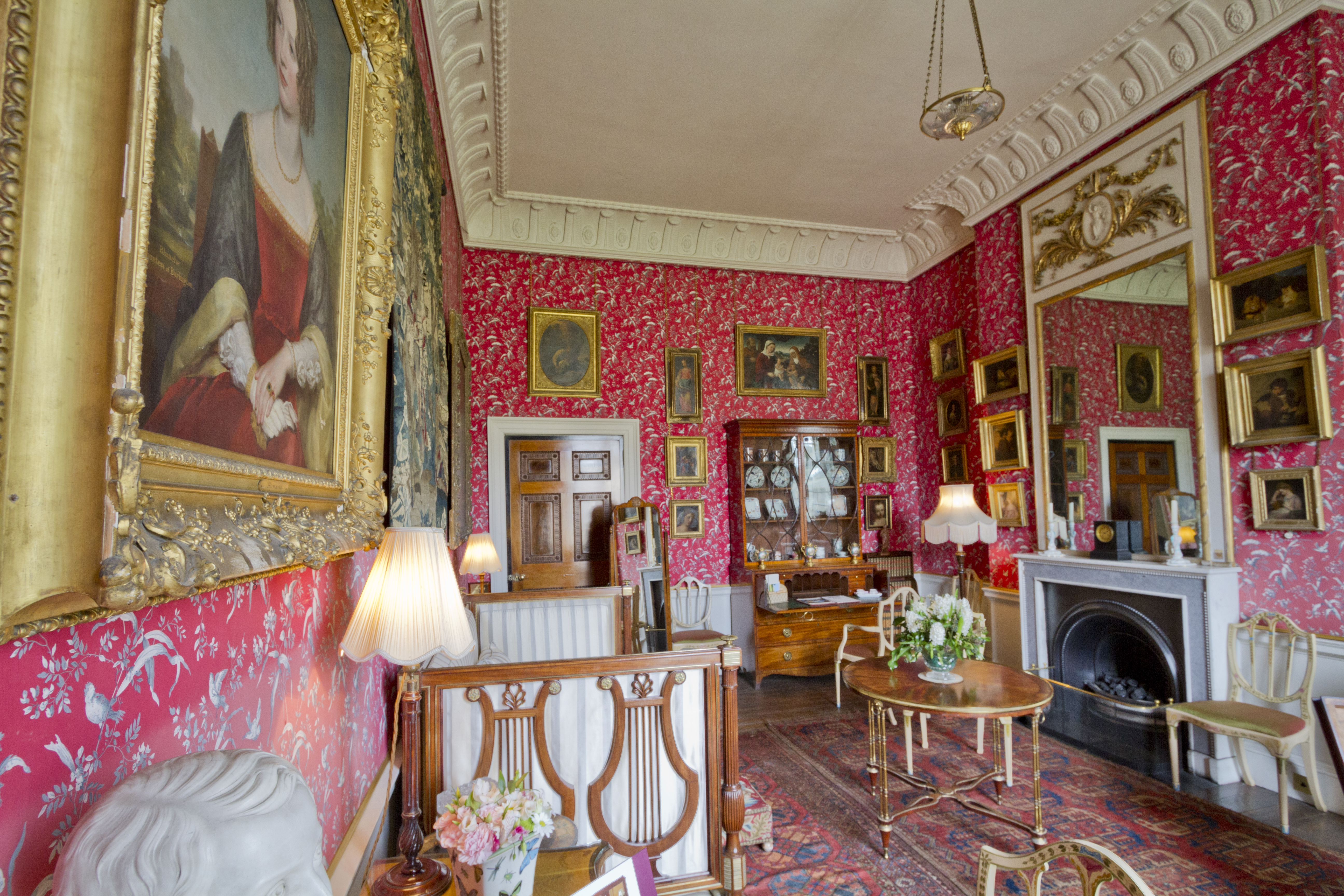
Dressing Room ("vestidor") de Lady Georgiana en el Castillo de Howard (York, Inglaterra, Reino Unido).

El uso de habitaciones, entendidas como divisiones interiores del espacio de la vivienda, data al menos desde los poblados neolíticos, como se observa en el yacimiento de Çatalhöyük (milenios VIII al VI a. C., actual Turquía), donde las viviendas no se abrían a calles, sino a plataformas superiores que las conectaban a través de la habitación principal, que disponía de hornos y fuegos de cocina en la pared sur y plataformas elevadas. Al menos dos habitaciones diferenciadas se utilizaban para distintas actividades, y habitaciones auxiliares para el almacenaje.
Las excavaciones de Akrotiri (archipiélago de Santorini, actual Grecia), revelan habitaciones claramente definidas mediante cierto tipo de estructura en la civilización minoica de los años 2200 a. C. En el milenio siguiente, el segundo palacio de Cnossos tiene un plano tan complejo (más de 1400 habitaciones en 17000 metros cuadrados) que justificó su identificación con el mítico laberinto de Creta.
En las primeras estructuras se pueden identificar diferentes tipos de cuartos que incluyen  dormitorios, cocinas, cuartos de baño, salas de recepción y otros usos especializados. Las excavaciones en Akrotiri revelan habitaciones que a veces se construyeron sobre otras habitaciones conectadas por una escalera, baños con accesorios de alabastro como lavabos, bañeras e inodoros, todos conectados a complejos sistemas de fontanería doble de tuberías de cerámica para agua fría y caliente por separado.

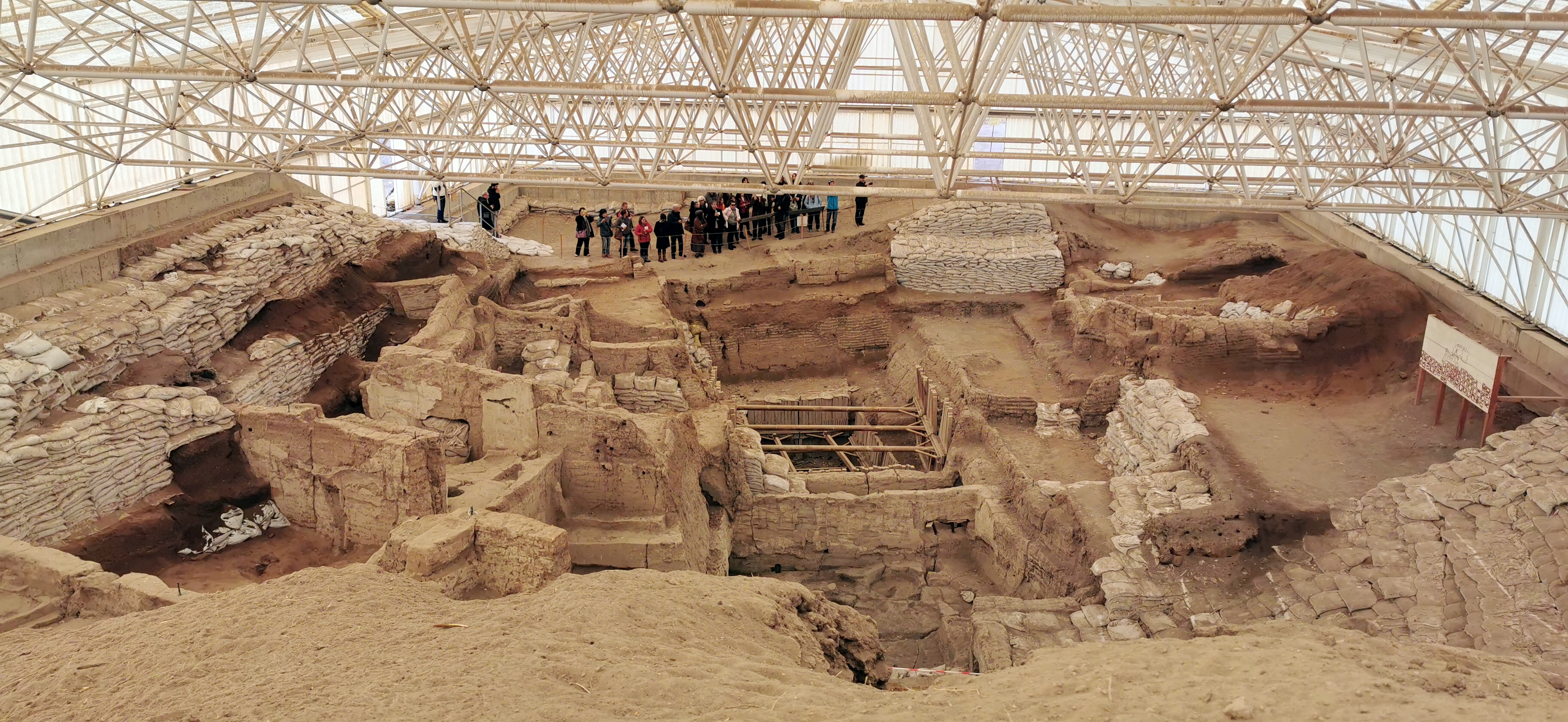
Çatalhöyük.
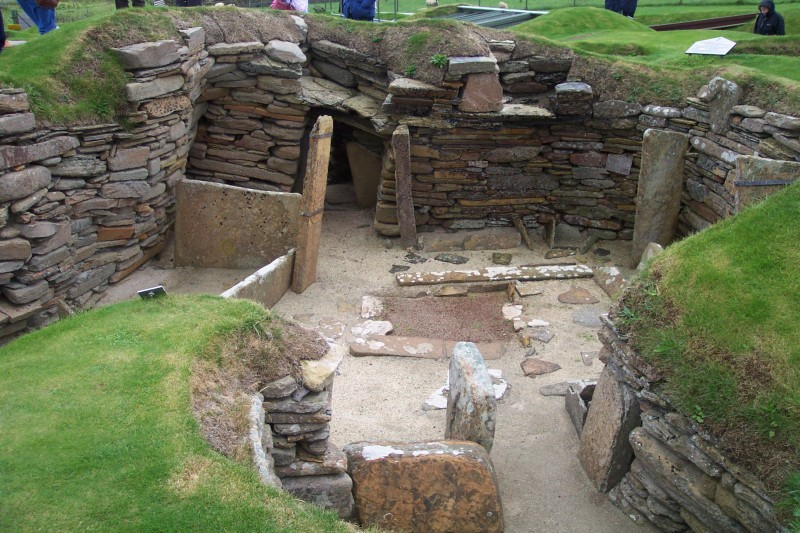
Skara Brae (islas Orcadas -actuales Escocia y Reino Unido-) entre el 3100 y el 2500 a. C.
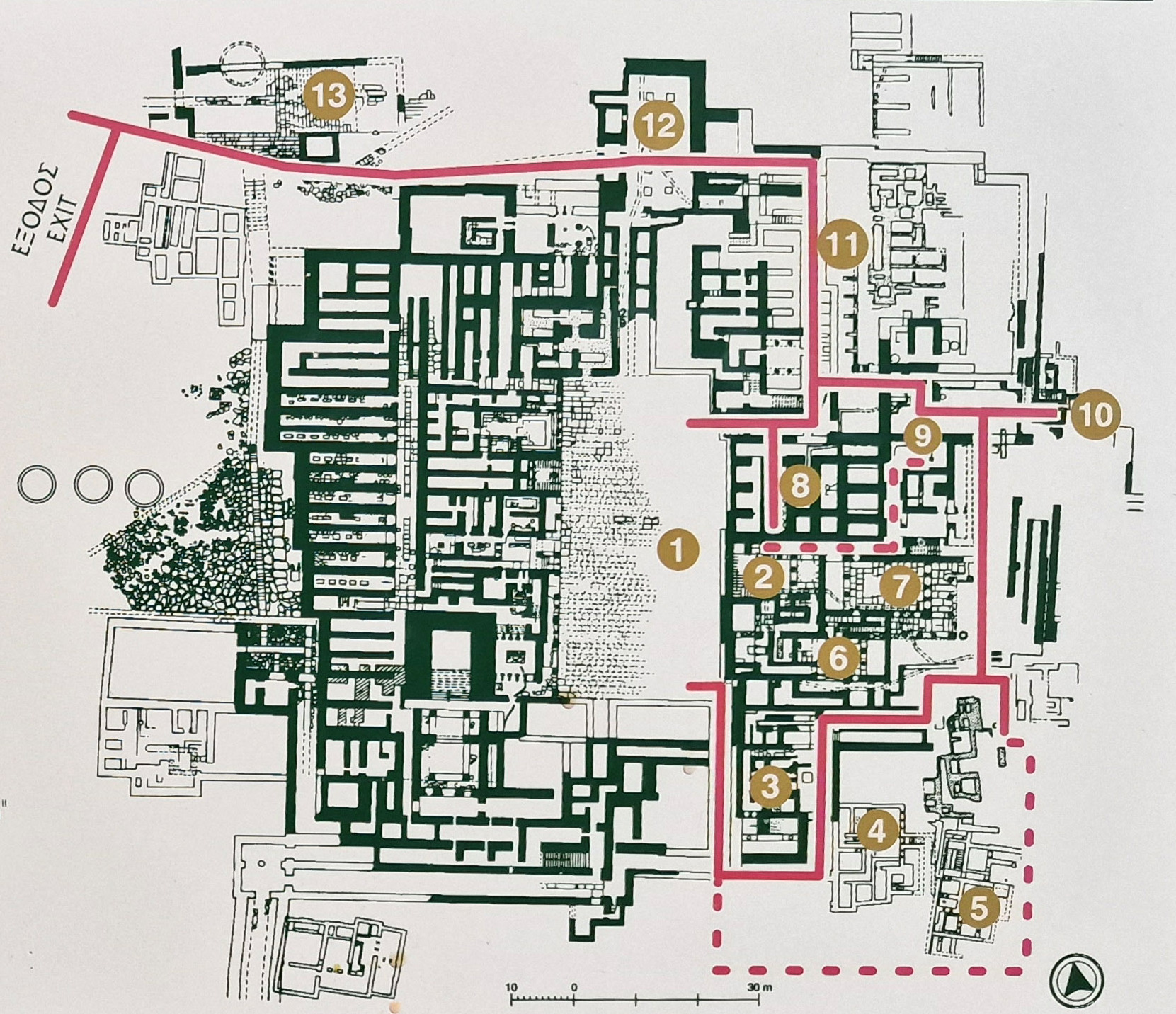
Plano del palacio de Cnosos (isla de Creta, actual Grecia), ca. 1650-1450 a. C.

En la casa griega antigua (oikos) se diferenciaban las zonas públicas, masculinas (andron), de las privadas, femeninas (gynaikon, término castellanizado como "gineceo"), con un thalamos o dormitorio conyugal.
La casa romana antigua, tanto la urbana (viviendas unifamiliares de clase alta -domus - y colectivas, en altura -insulae-) como la rural (villae de los grandes propietarios), tenía formas de construcción muy complejas con una variedad de tipos de habitaciones, incluidos algunos de los primeros ejemplos de habitaciones para baños interiores. Obviamente, las viviendas rurales de mucha más antigua tradición tenían un plano más sencillo, que en muchos casos no incluye divisiones interiores. Los usos y denominaciones en latín de las divisiones interiores de las casas (urbanas o rurales) de clase alta han tenido permanencia en la civilización occidental durante milenios, hasta la actualidad (vestibulum, atrium, tablinum, triclinium, cubicula).
Los monasterios medievales de la cristiandad latina (Europa occidental), particularmente desde la expansión de la orden benedictina y sus reformas (cluniacenses y cistercienses), mantuvieron una gran homogeneidad en su distribución de espacios: claustro, sala capitular, refectorium, cilla, scriptorium, celdas individuales para los monjes.

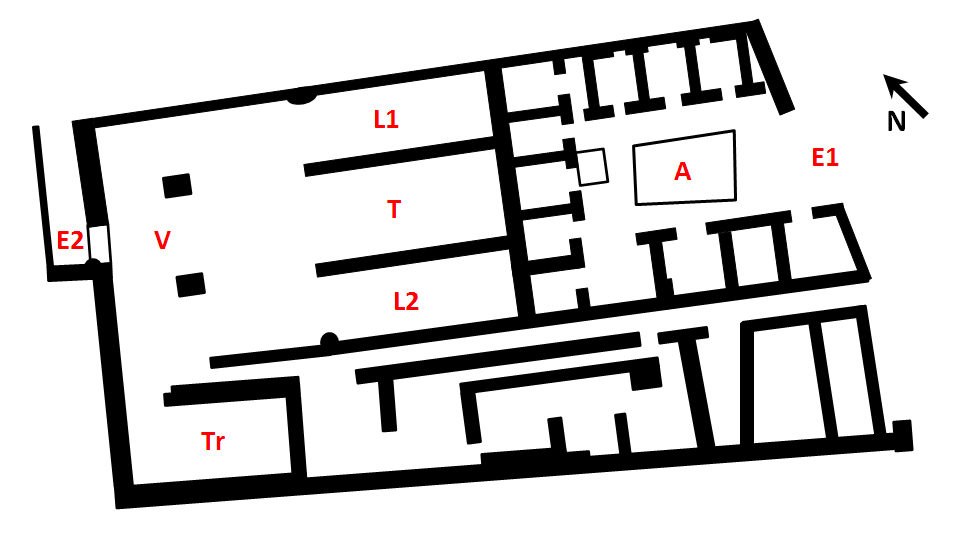
Planta de la Domus Liviae (Colina Palatina, Roma, actual Italia).
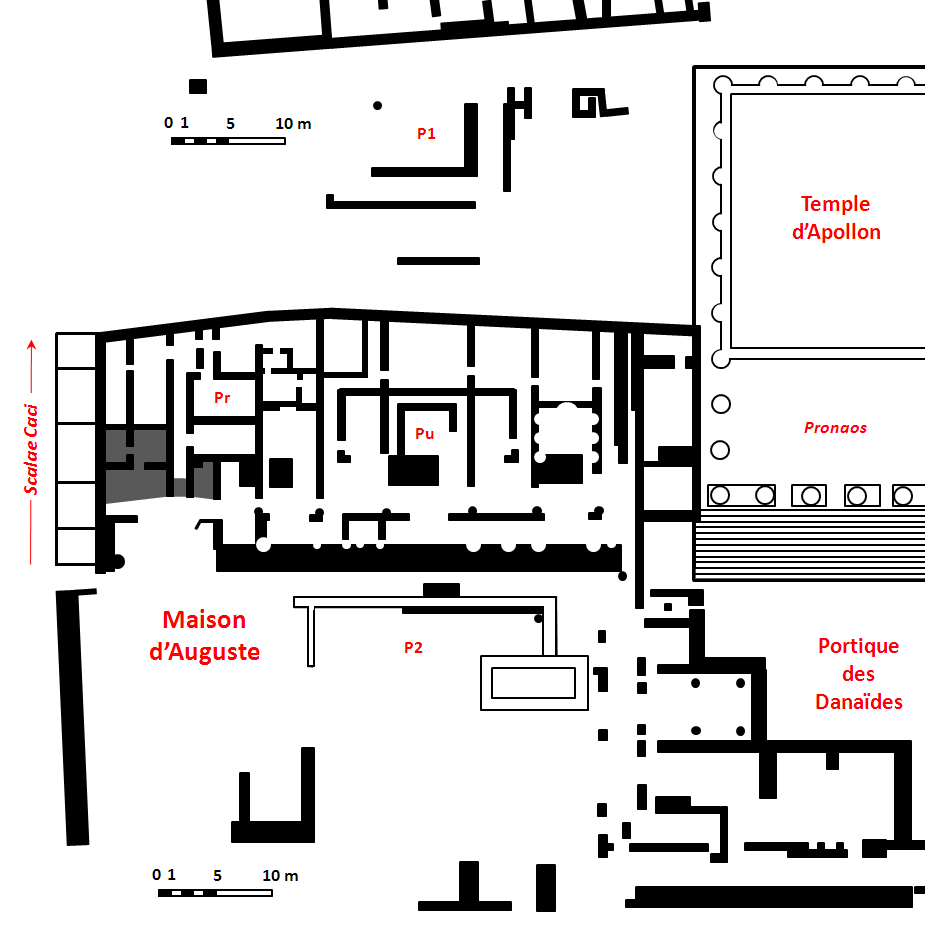
Planta de la Domus Augusti (Colina Palatina, Roma, actual Italia).
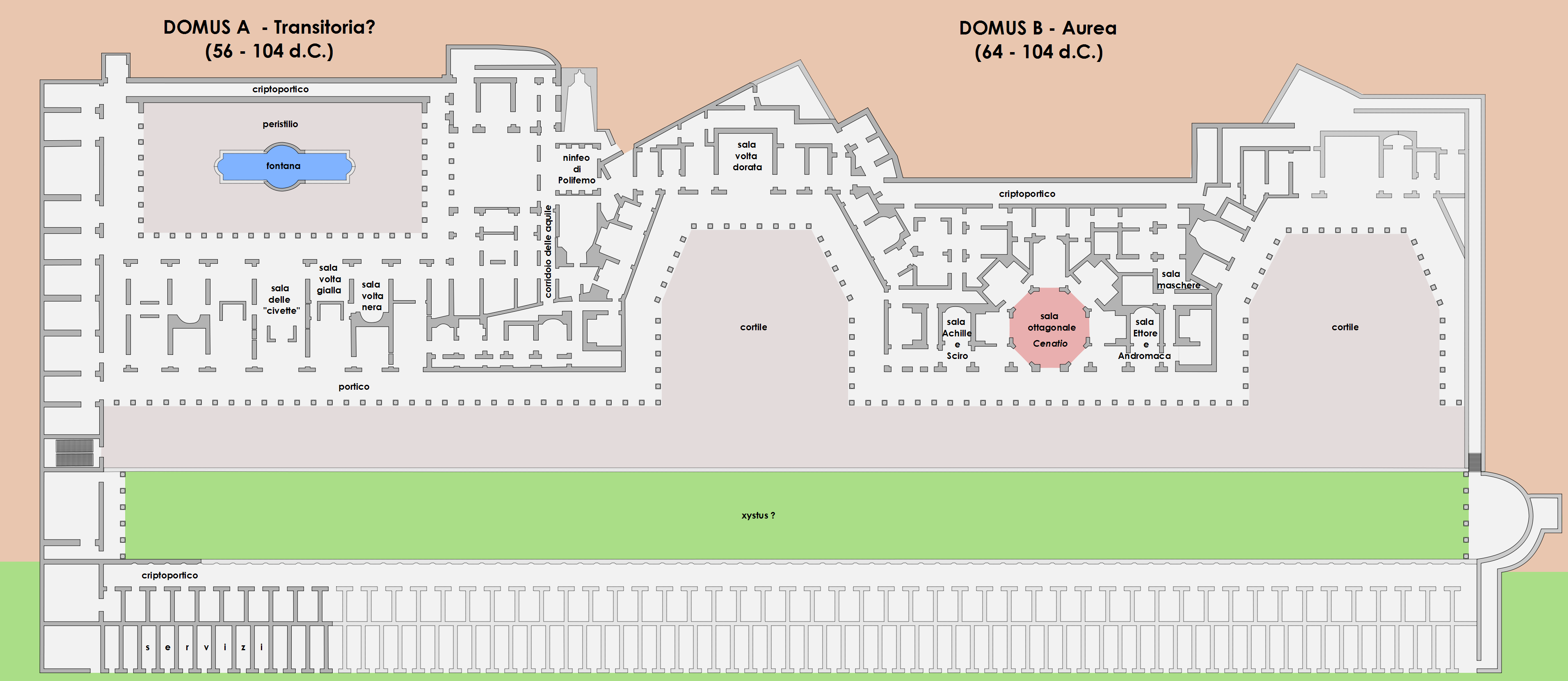
Reconstrucción hipotética de la planta de la Domus Aurea (Colina Oppia, Roma, actual Italia).
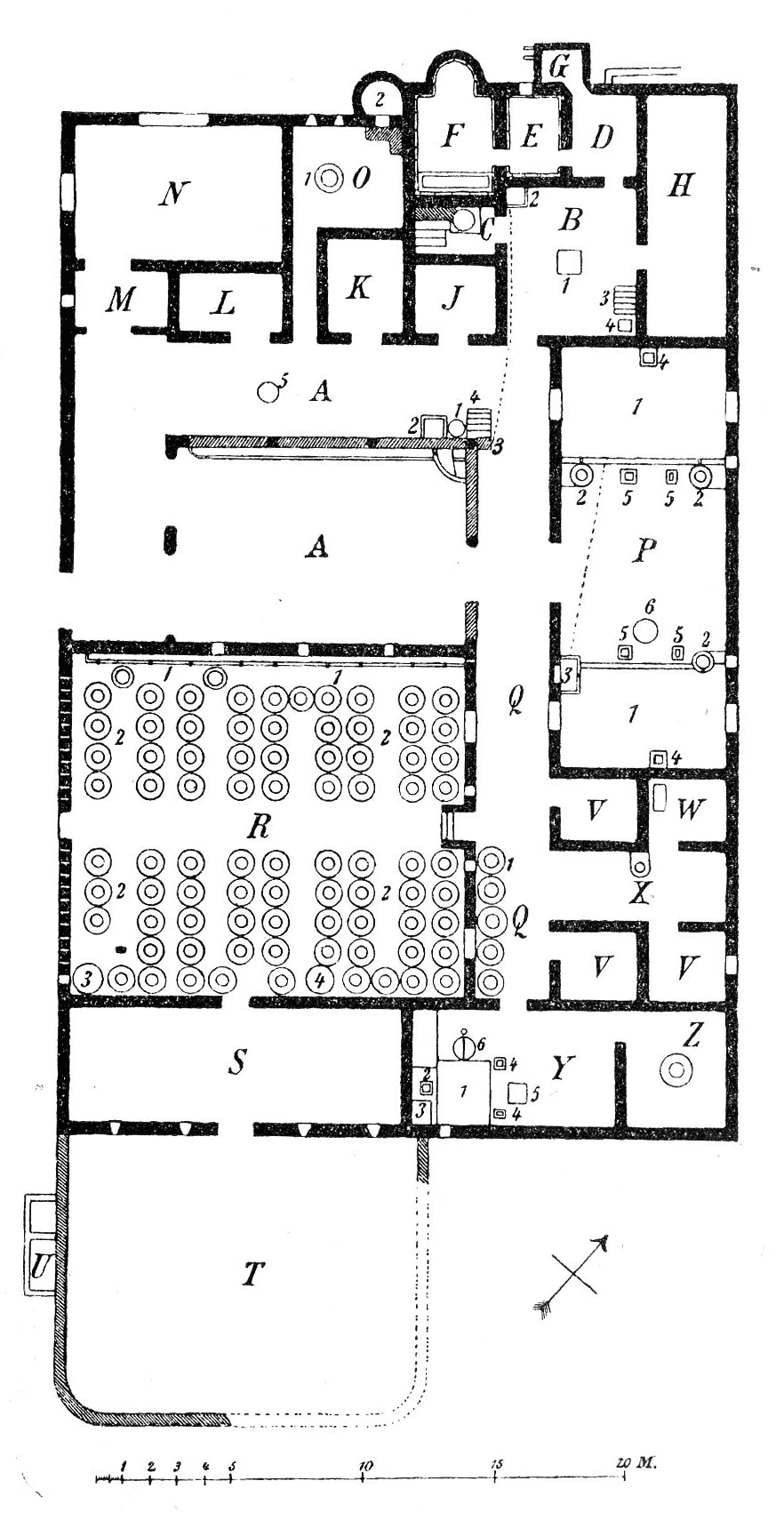
Planta de una de las villae de Boscoreale (actual Italia).
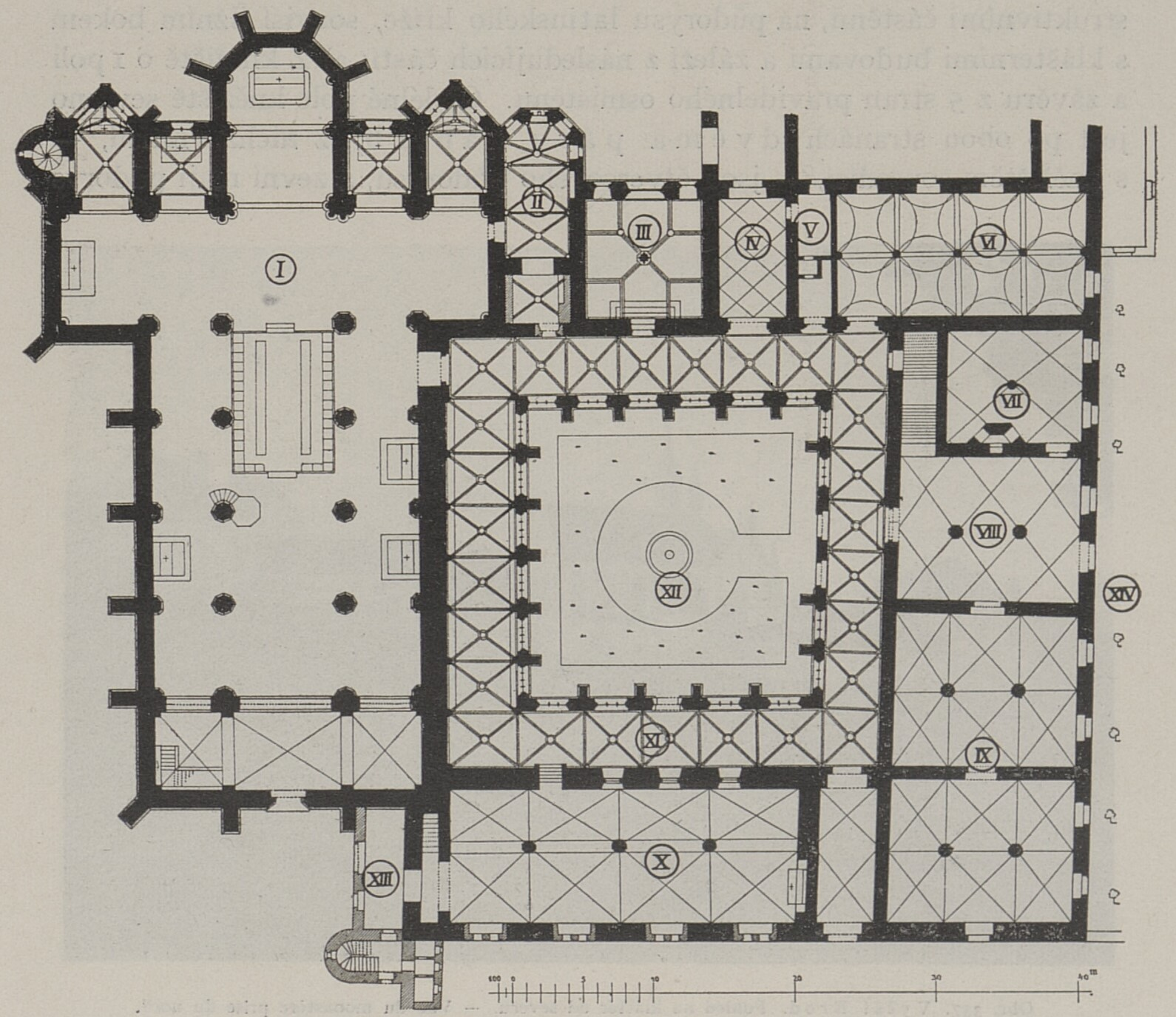
Planta del monasterio de Vyšší Brod (actual República Checa).

Aunque hay precedentes desde los primitivos flamencos del siglo XV (El matrimonio Arnolfini, de Jan van Eyck, 1434), las habitaciones de las casas holandesas del siglo XVII, testigos del florecimiento de una orgullosa burguesía que pretendía disfrutar de los espacios interiores, fueron de gran interés para sus pintores, como Johannes Vermeer o Pieter Janssens Elinga. En cuanto a sus colegas de los Países Bajos del Sur o españoles, es notable que se hayan conservado las habitaciones de la casa, de pretensiones más aristocráticas, de Peter Paul Rubens en Amberes (Rubenshuis).

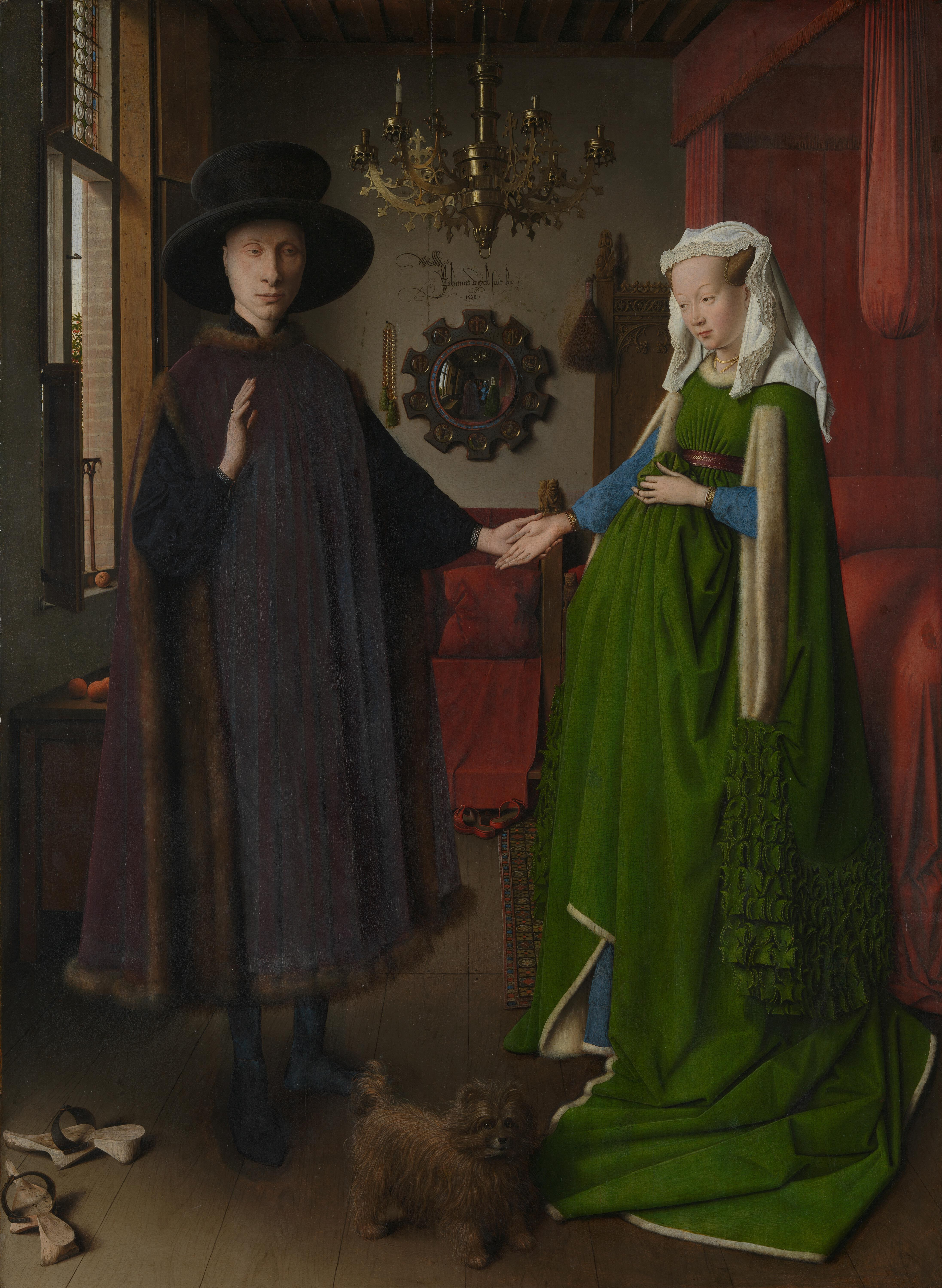
El matrimonio Arnolfini, de Van Eyck, 1434.
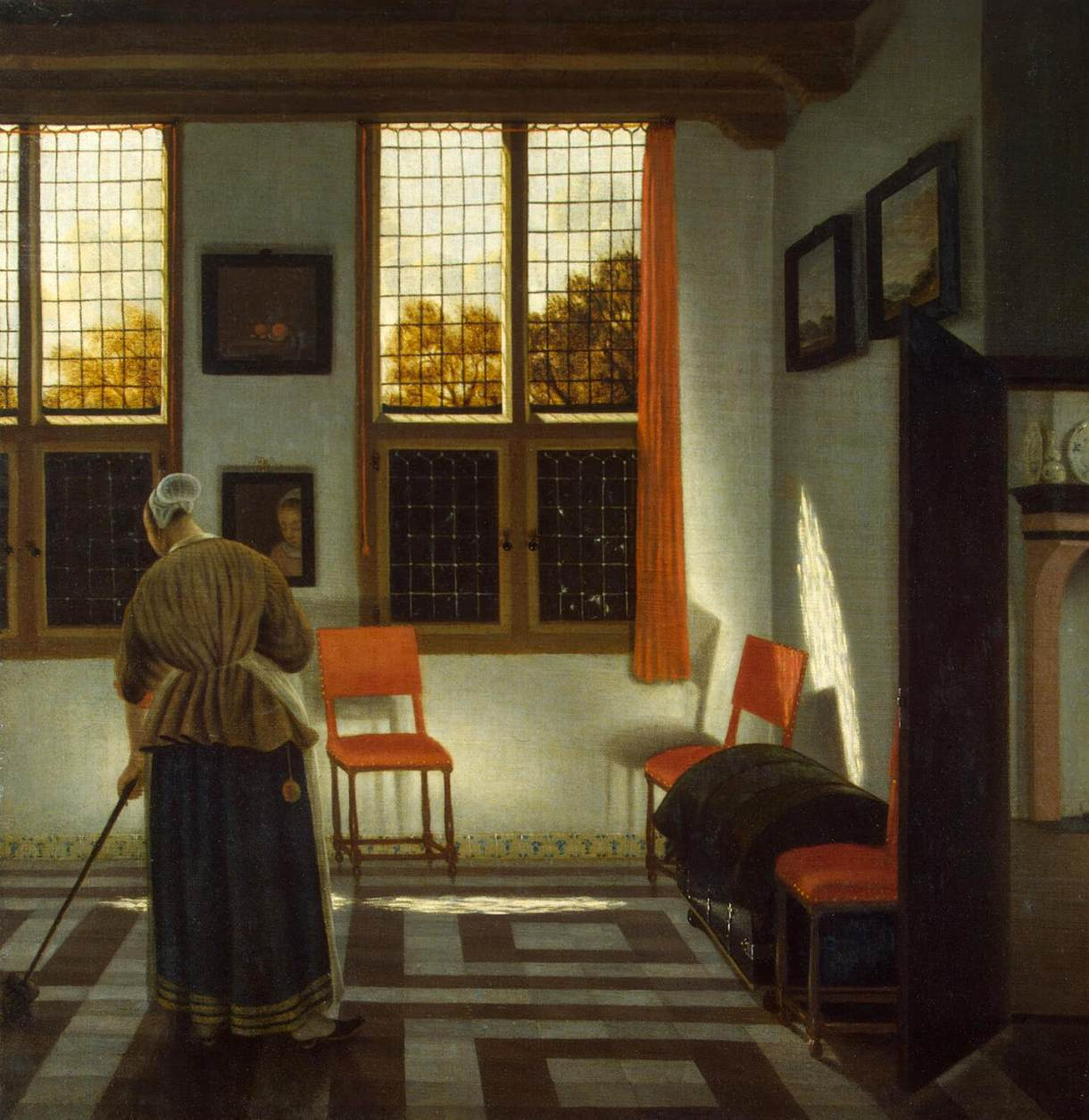
Habitación en una casa holandesa, de Pieter Janssens Elinga, ca. 1668-1672.
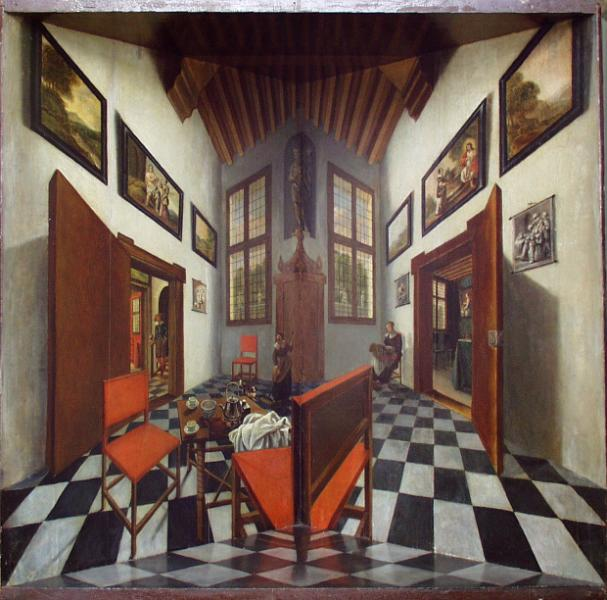
Caja de perspectiva, de Pieter Janssens Elinga, ca. 1660-1680.
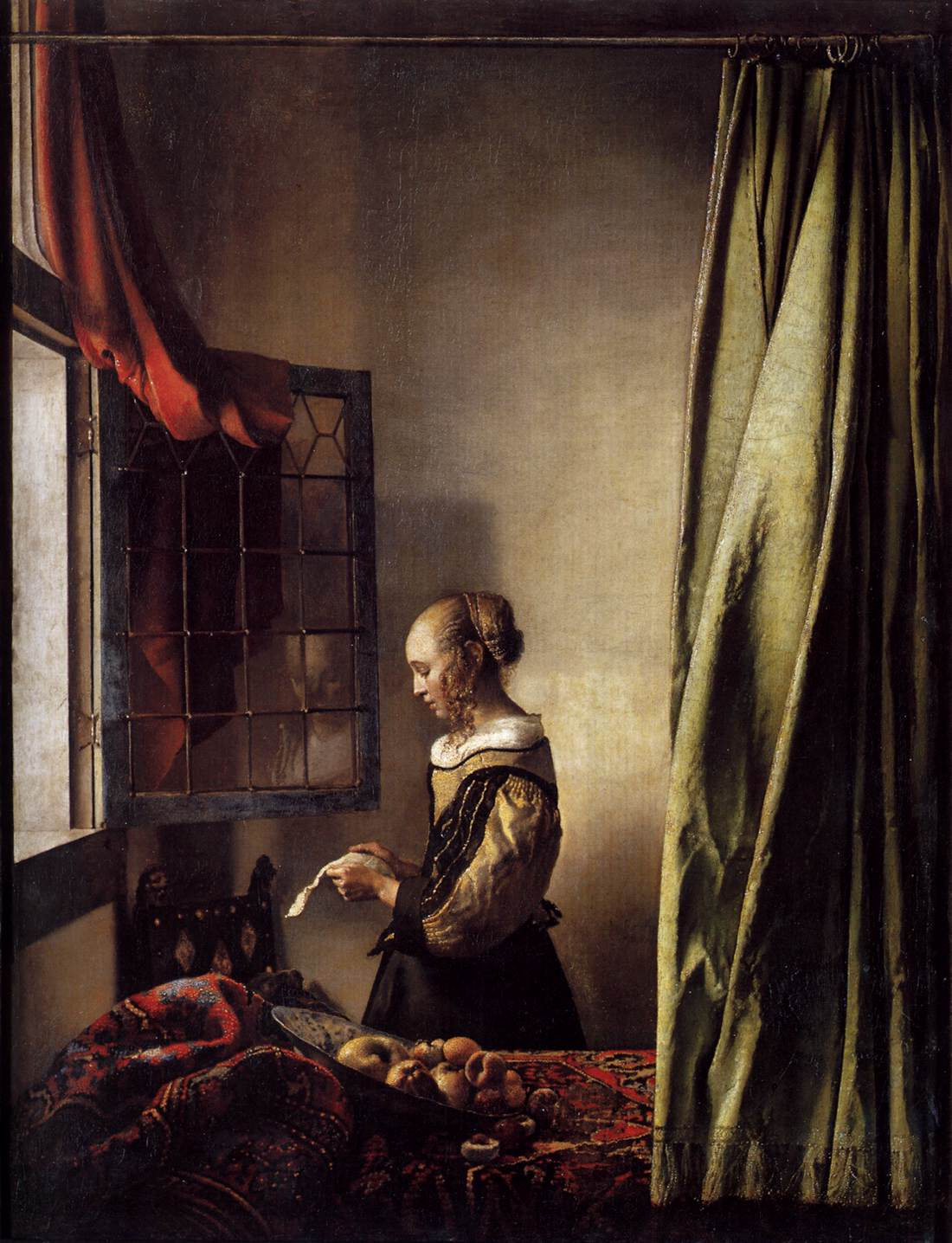
Chica leyendo una carta ante una ventana abierta, de Vermeer, ca. 1657.
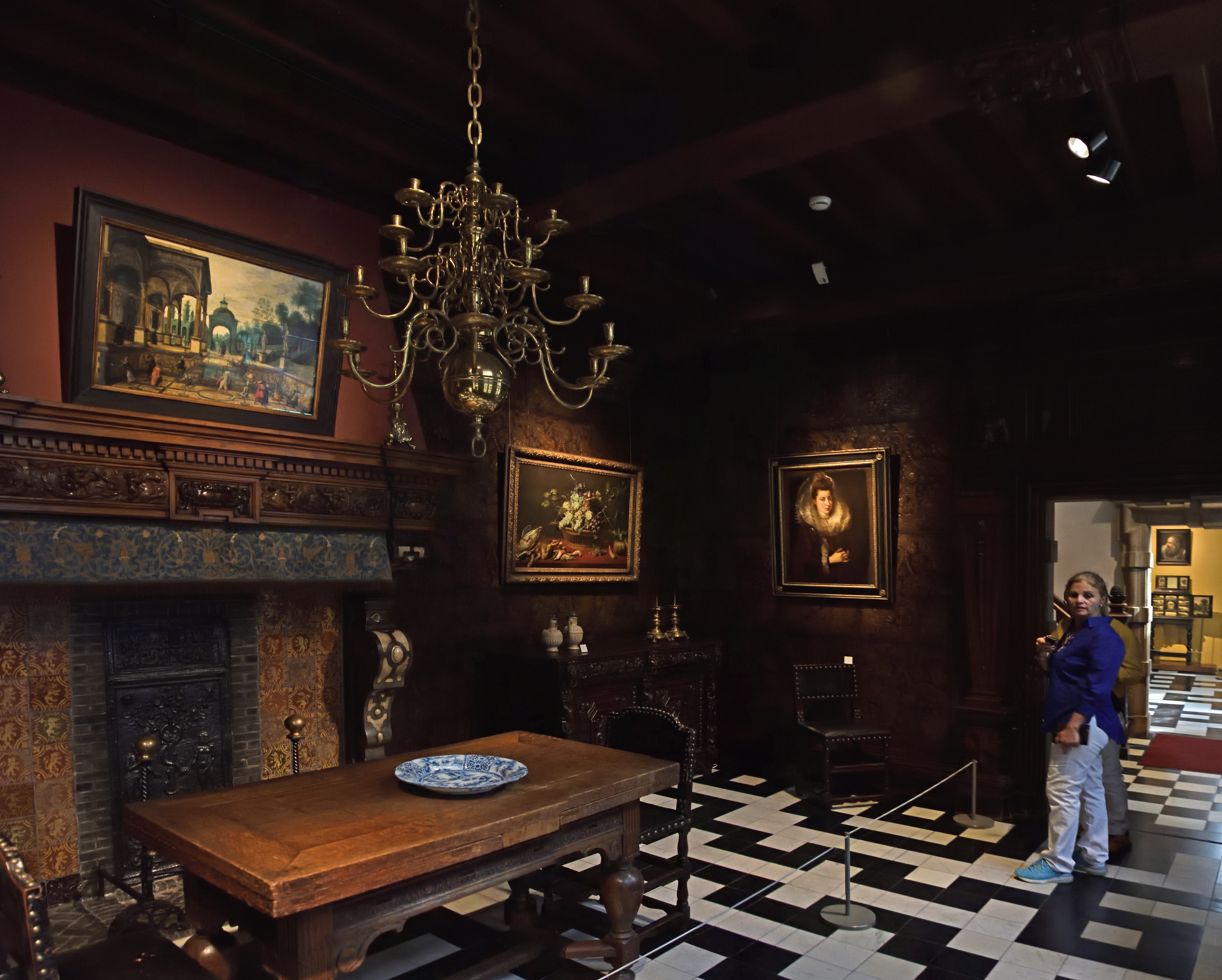
Una de las habitaciones de la Rubenshuis.

En la América precolombina, la civilización anasazi también tuvo un desarrollo complejo temprano de estructuras de cuarto, probablemente los más antiguos en América del Norte, mientras los mayas de América Central tenían configuraciones de habitaciones muy avanzadas desde varios cientos de años antes.

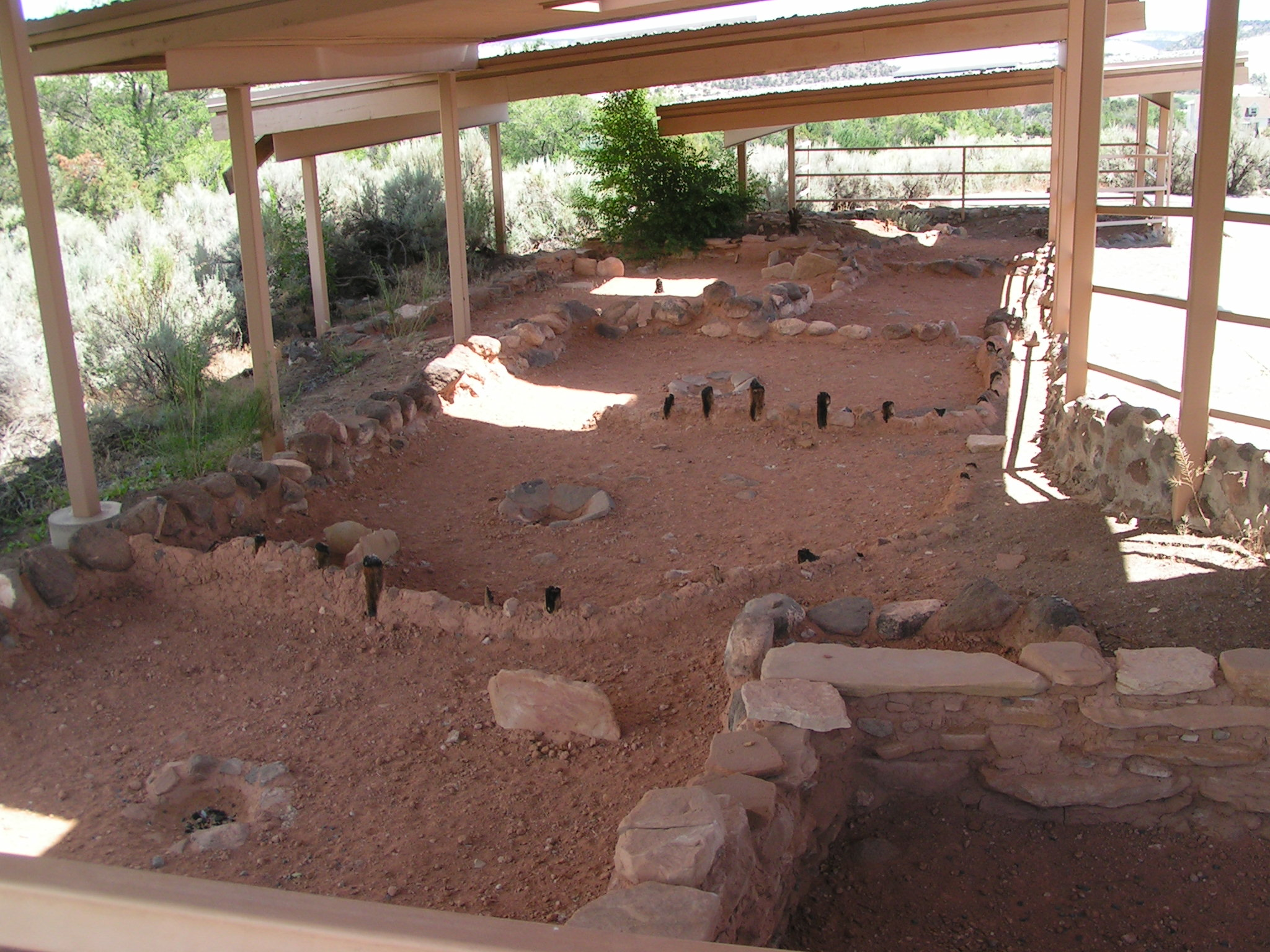
Restos de una antigua vivienda anasazi (Anasazi State Park Museum, Utah, actual Estados Unidos).
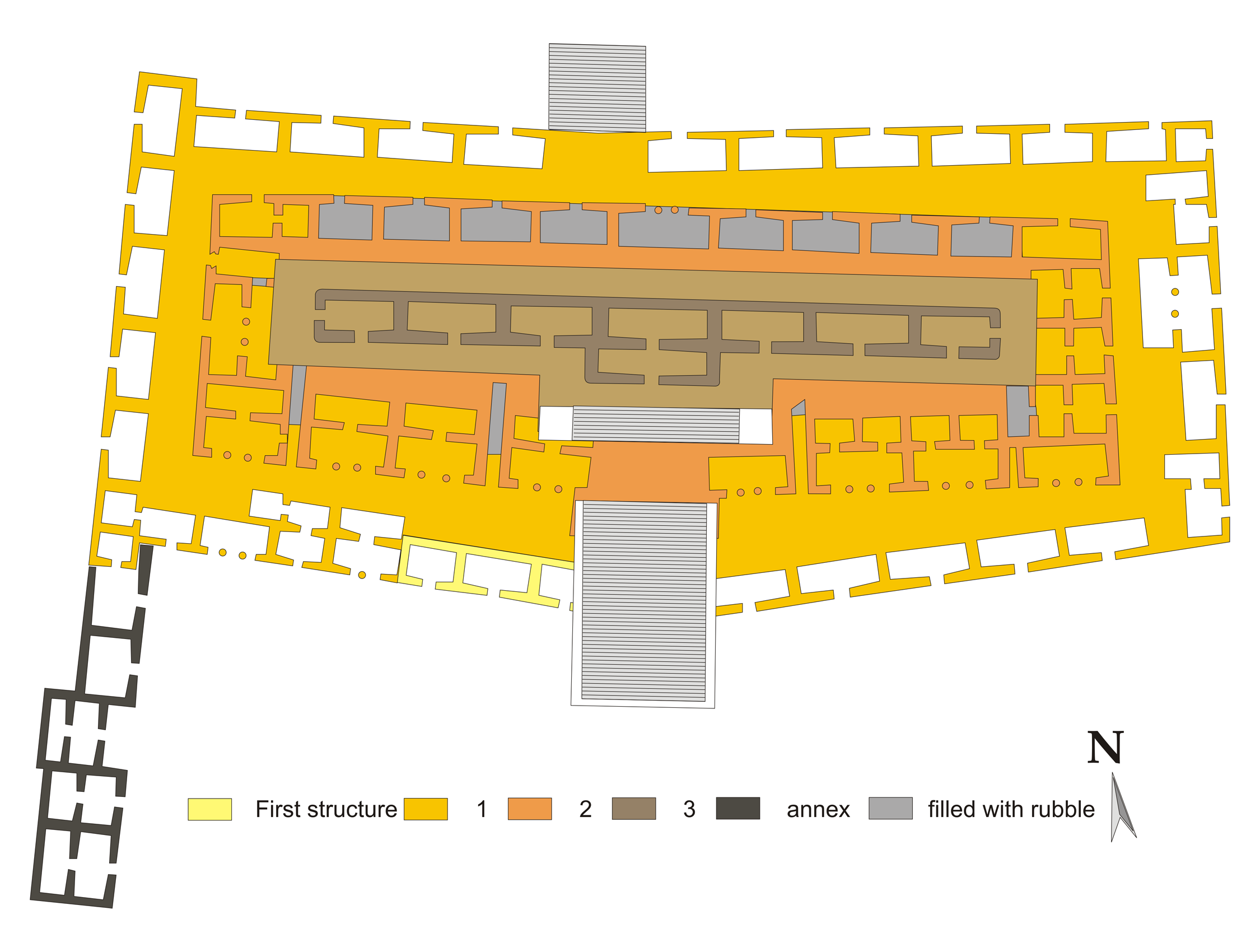
Planta del palacio maya de Sayil (Yucatán, actual México)
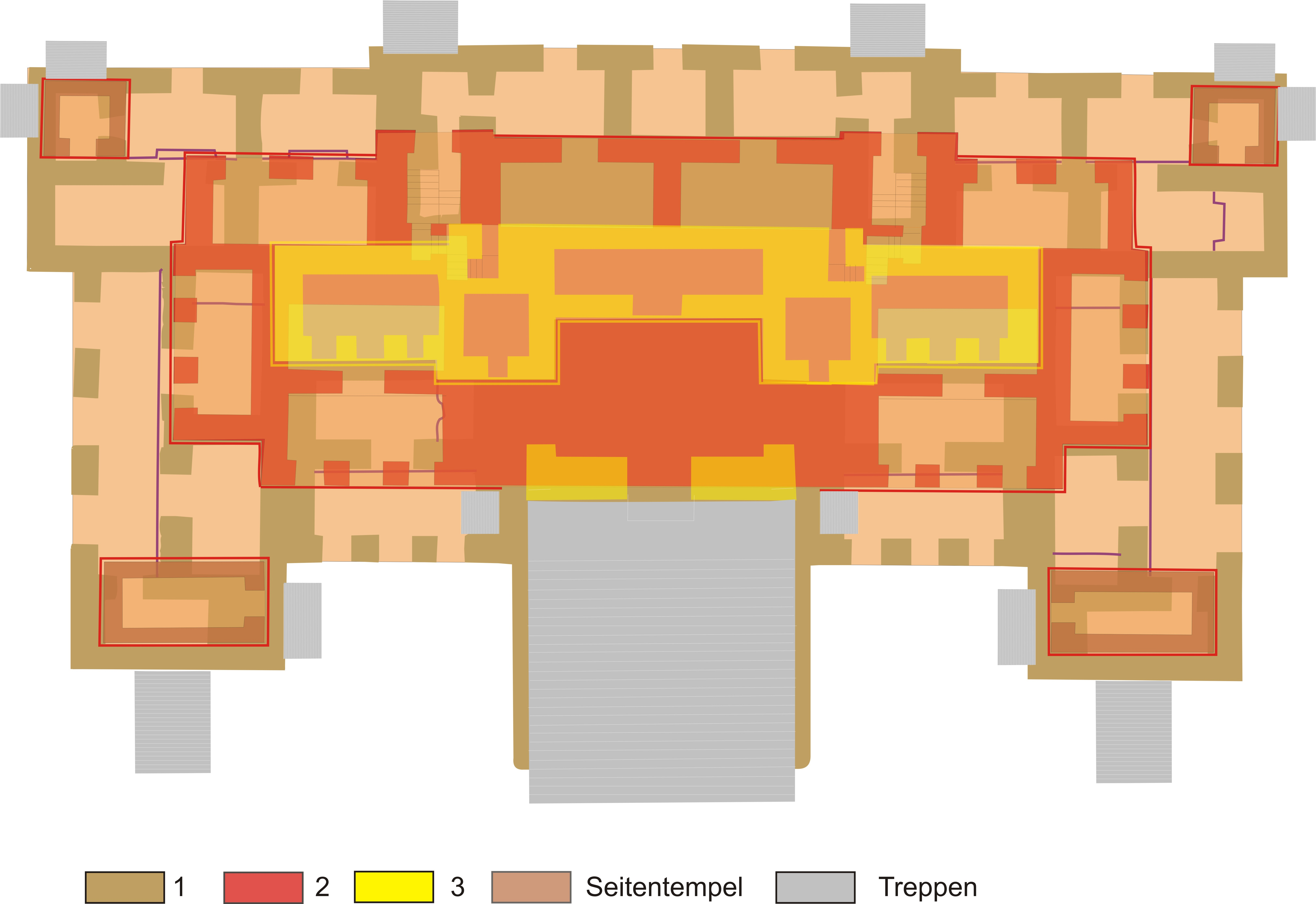
Planta del palacio maya de Santa Rosa Xtampak (Campeche, actual México).

En la historia de China, por lo menos a principios de la dinastía Han (aproximadamente 200 a. C.), surgieron formas de edificios de varios niveles con habitaciones confortables, en particular para fines religiosos y públicos; estos diseños presentaban muchas estructuras con habitaciones e incluían conexiones verticales de habitaciones. La Ciudad Prohibida de Pekín, en sus 720.000 metros cuadrados, contiene 800 edificios (o "pabellones") con un número de habitaciones calculado con la simbólica cifra de 9.999 y media (pues el Hijo del Cielo no debía desafiar a la divinidad, para cuyo palacio celestial se reservaba la cifra de diezmil). Las arquitecturas de las demás civilizaciones de Extremo Oriente, como la japonesa se desarrollaron de forma similar.

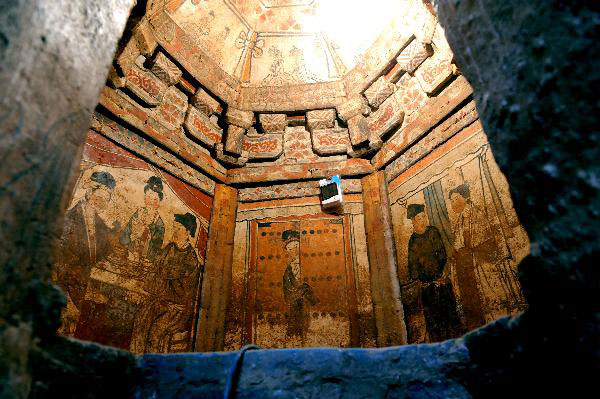
Tumba de la dinastía Song (siglos X al XIII) que representa escenas que parecen transcurrir en distintas habitaciones de una vivienda.
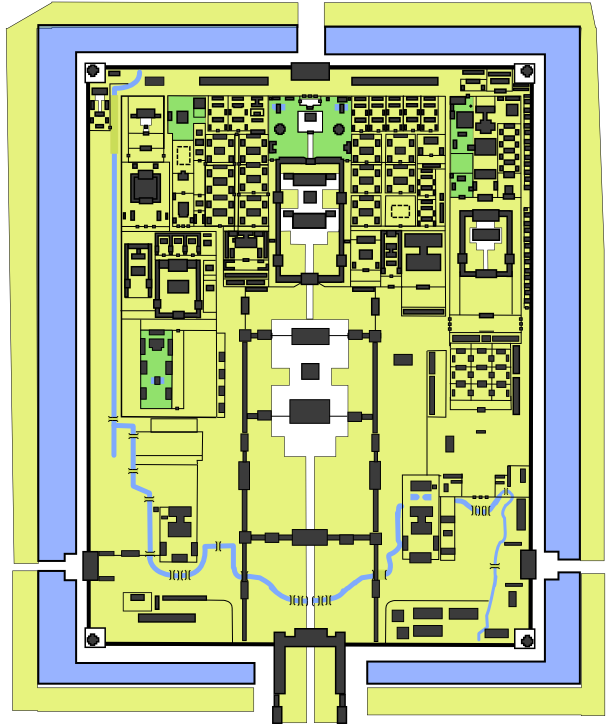
Planta de la Ciudad Prohibida (Pekín, actual República Popular China).
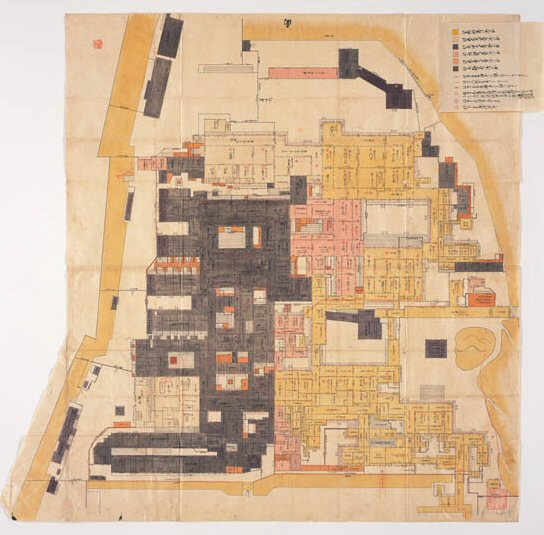
Planta del castillo Edo o Nishinomaru (posteriormente, Kōkyo o palacio imperial de Tokyo, Japón).

## Tipos de habitaciones
Algunas habitaciones se diseñan especialmente para apoyar el trabajo doméstico, como cocinas y despensas, cuya función es la preparación y almacenamiento alimentario. Una oficina de casa o el estudio pueden ser utilizados para papeleo de casa o propósitos empresariales externos. Algunas habitaciones de trabajo están designadas para la actividad pretendida: por ejemplo, el cuarto de costura (sewing room) para ese tipo de labores, y otras piezas situadas o no en la propia vivienda (lavadero y tendedero) para cuidado de la ropa.  
Otras habitaciones son usados para promover la higiene, como el inodoro (letrina o retrete) y el cuarto de baño (con lavabo, ducha o bañera), los cuales pueden combinarse o disponerse en piezas separadas. El equivalente en espacios públicos son los baños públicos, que pueden o no contener todas esas instalaciones (urinario, casa de baños); aunque incluso en la Antigüedad eran mucho más sofisticados (termas romanas, baños árabes o turcos).  
En los siglos XVII, XVIII, y XIX, entre los que podían pagarlo, estas instalaciones estuvieron mantenidas en áreas separadas. La cocina se separaba de la parte principal de la casa, o se disponía en el sótano, para reducir el riesgo de fuego y mantener el calor y los olores de cocinar fuera de la casa principal (sobre todo durante los meses cálidos).  El lavabo, a menudo una letrina de fosa sencilla, solía estar en el exterior, para mantener olores e insectos fuera de la casa principal.

### Zonas sociales
Se ha distinguido con el tiempo una variedad de tipos de habitaciones cuyo propósito principal era socializar con otras personas. Una sala o salón de estar (sale de sejour en francés, living room o sitting room en inglés - literamente "habitación para vivir" o "para sentarse"-) se concibe como un espacio adecuado para las visitas y las diversones sociales. 
En siglos anteriores, las grandes casas disponían de grandes salones (great hall en los palacios y casas señoriales inglesas) que, como habitación principal, podían utilizarse para todo tipo de reuniones sociales y comedor para banquetes; que, aclarada de mesas y proporcionada con música, se podía convertir en un salón de baile.
En otras partes de la casa, podía haber un drawing room (literalmente "cuarto de dibujo", pero no limitado a esa función), con una mayor intimidad, para la familia del dueño y sus amigos de mayor confianza y privacidad (gabinete).
Algunas casas grandes tenían piezas especialmente diseñadas para una actividad específica de esparcimiento; como una biblioteca, una sala de música (de donde viene el género denominado "música de cámara"), un teatro o cine de casa, una sala de billar, un cuarto de juegos o una sala de fumadores (smoking room).

### Dormitorio

El dormitorio en Arlés, de Vincent van Gogh, 1888.

Un dormitorio es la habitación donde se encuentra una cama y cuya finalidad principal es dormir. El dormitorio principal puede tener cuarto de baño. Una habitación de invitados es un dormitorio utilizado principalmente por huéspedes que pernoctan. La habitación infantil es un dormitorio para bebés o niños pequeños. Puede estar separada del cuarto de juegos, que es una habitación donde se guardan los juguetes de los niños.
Los dormitorios pueden tener otros usos. Una casa grande puede tener habitaciones separadas para estas otras funciones, como un vestidor para cambiarse de ropa (también se ve en tiendas de ropa y negocios donde la gente necesita cambiarse de ropa, pero no necesita dormir). En la los Tudor, un dormitorio podía tener un closet separado, para rezar y buscar intimidad; esta idea arquitectónica perdura en el closet entendido como armario de almacenaje.
En el Reino Unido, muchas casas están construidas para contener una pieza separada (box room o boxroom -"habitación caja"-) que es fácilmente identificable, por ser más pequeña que las demás. El pequeño tamaño de estas habitaciones limita su uso, y suelen utilizarse como un pequeño dormitorio individual, el dormitorio de un niño pequeño o como trastero. Otras piezas separadas de este tipo pueden albergar a un empleado doméstico interno (habitación del servicio). Tradicionalmente, en casas de campo y casas suburbanas más grandes hasta la década de 1930 en Gran Bretaña, la pieza separada era para el almacenamiento de cajas, baúles, portmanteaux, y similares, en lugar de para uso de dormitorio.
Una habitación para enfermos es una habitación especializada, a veces lo suficientemente grande como para contener una cama, donde un miembro de la familia puede ser atendido convenientemente y mantenerse separado del resto de la casa mientras se recupera de una enfermedad.

### Habitaciones polivalentes
En los hogares más pequeños, la mayoría de las habitaciones eran polivalentes. En un estudio, un apartamento comunitario o un estudio, una única habitación principal puede servir para la mayoría de las funciones, excepto normalmente el aseo y el baño. Entre los tipos de habitaciones polivalentes se incluye la gran sala, que elimina la mayoría de las paredes y puertas entre la cocina, el comedor y el salón, para crear una zona más grande y abierta.
En algunos lugares, el tocador de una dama era una combinación de dormitorio y lugar para entretener a un pequeño número de amigos. En otros, el tocador era una antesala del dormitorio.

## Habitación de hotel

Mi habitación de hotel en París, de Augusto Giacometti, 1938.

Las divisiones espaciales destinadas al descanso y la privacidad de los clientes de los hoteles, hostales y otros establecimientos similares se denominan "habitaciones".
Una de las obras de Edward Hopper se titula Hotel room ("habitación de hotel", 1931, óleo sobre lienzo, 152,4 x 165,7 cm Museo Thyssen-Bornemisza); y una de las de Augusto Giacometti Mi habitación de hotel en París (1938, óleo sobre lienzo 111 x 139 cm).
Una habitación con vistas (A room with a wiev) es una novela de 1908 del escritor inglés E. M. Forster, llevada al cine por James Ivory en 1985.
Aunque no se refiera específicamente a una habitación de un establecimiento hostelero, el ensayo de Virginia Woolf Una habitación propia (A Room of One’s Own, 1929), desarrolla el tema de la privacidad necesaria para la emancipación femenina, particularmente en el ámbito literario.

### Suitey habitación con baño
Una suite es una habitación de hotel particularmente lujosa.
Una habitación en suite es un tipo de habitación que incluye una habitación privada, un aseo privado y acceso a una cocina común. El aseo generalmente incluye una ducha en suite, un lavabo y un retrete. "En-suite" suele indicar un espacio privado, sobre todo si se trata de un alojamiento para estudiantes. Las habitaciones en suite para estudiantes están pensadas para ofrecer espacio de estudio y un entorno tranquilo.